# Валдеево (станция)
Валдеево — железнодорожная станция Сольвычегодского региона Северной железной дороги. Находится в деревне Валдеево Архангельской области.

## История
Начало работы станции датируется 1937 годом, когда началось строительство Печорской железной дороги, ведущей от Коноши до Воркуты.

## Описание
На станции находятся 5 путей. Все пути не электрифицированы, все поезда, проходящие через станцию, управляются тепловозами.
При станции Валдеево находится населённый пункт, в нём на 2010 год проживало 8 человек. На значительном удалении от станции расположены деревни Шестовая и Ивакинская, от которых к станции ведёт труднопроходимая дорога.
После станции Валдеево в сторону Вельска идёт разделение путей. Один путь следует через Подюгу, другой следует через Можугу. Большинство поездов дальнего следования после станции Валдеево следуют по трассе через Подюгу, а в сторону Валдеево через Можугу. Исключения составляют два поезда: «Котлас — Москва» (в обе стороны через Подюгу) и «Котлас — Архангельск» (в обе стороны через Можугу).

## Пригородное сообщение
Через станцию проходят пригородные поезда Кулой — Вересово (2 пары поездов в сутки) и Кулой — Коноша (1 пара поездов в сутки). Поезда Кулой — Коноша и Кулой — Вересово (ночной) следуют к Валдеево и обратно по трассе через Подюгу, дневной поезд Кулой — Вересово следует по трассе через Можугу.

## Дальнее сообщение
По состоянию на декабрь 2018 года на станции останавливаются следующие поезда дальнего следования:
| Круглогодичное обращение поездов | Круглогодичное обращение поездов | Круглогодичное обращение поездов | Круглогодичное обращение поездов |
| № поезда                         | Маршрут движения                 | № поезда                         | Маршрут движения                 |
| -------------------------------- | -------------------------------- | -------------------------------- | -------------------------------- |

| Сезонное обращение поездов | Сезонное обращение поездов | Сезонное обращение поездов | Сезонное обращение поездов |
| № поезда                   | Маршрут движения           | № поезда                   | Маршрут движения           |
| -------------------------- | -------------------------- | -------------------------- | -------------------------- |